# Philodromus blanckei
Philodromus blanckei este o specie de păianjeni din genul Philodromus, familia Philodromidae. A fost descrisă pentru prima dată de Wunderlich, 1995. Conform Catalogue of Life specia Philodromus blanckei nu are subspecii cunoscute.